# Rafel (peix)
El rafel, el rafelet, l'ase, el clau o el garneu (Trigla lyra) és una espècie de peix pertanyent a la família dels tríglids.

## Morfologia
- Fa fins a 60 cm de llargària total, encara que el més comú és que en faci 30.
- Cos allargat i quasi cilíndric.
- Cap gros i cobert de plaques òssies, crestes i espines (de les quals, la situada sobre l'aleta pectoral és aguda i molt llarga).
- Té dues làmines dentades a l'extrem del rostre.
- Presenta dues aletes dorsals separades.
- Les aletes pectorals tenen una membrana blau violeta i amb taquetes celestes.
- Apèndixs de les aletes pectorals molt llargs.
- Línia lateral amb escates petites.
- És de color vermell molt viu a la part superior, vermell clar als flancs i rosat a la inferior.[3][4][5][6][7]

## Alimentació
Menja gambes i crancs.

## Depredadors
És depredat pel sorell blancal (Trachurus mediterraneus).

## Hàbitat
És un peix marí que viu entre 100 i 700 m de fondària (normalment, entre 150 i 400) i en fons sorrencs i fangosos.

## Distribució geogràfica
Habita l'Atlàntic oriental (des del nord de les Illes Britàniques i la Mar del Nord fins a Walvis Bay -Namíbia-, incloent-hi Madeira) i a la Mediterrània.

## Longevitat
Té una esperança de vida de 7 anys.

## Ús comercial
Es pesca amb arts d'arrossegament i la seua carn és molt apreciada.

## Observacions
És inofensiu per als humans.